# Bo Wrenby
Bo Gösta Wrenby född 28 mars 1933 i Örebro, är en svensk skulptör och tecknare.

## Biografi
Bo Wrenby är son till redaktören Knut Wrenby och Gusti Johansson och gift med småskolläraren Lena Nordin. Wrenby studerade konst privat för Asmund Arle och för Arne Jones vid Kungliga konsthögskolan 1960–1965 samt genom självstudier under resor till bland annat England, Paris, Italien och Spanien. Han tilldelades flera stipendier ur Helge Ax:son Johnsons stiftelse och ett av Stora konstlotteriets stipendier 1966. Han medverkade i Stockholmssalongerna på Liljevalchs konsthall under 1960-talet. På galleri Gröna Paletten i Stockholm medverkade han i grupputställningen Fyra från akademien. Hans konst består av figurer och porträtt i gips eller trä, friskulpturer och reliefer i koppar samt illustrationer till tidningar och tidskrifter. Tillsammans med Anita Brusewitz-Hansson skrev han läroboken Skulptur för nybörjare.